# 胡霈龙
胡霈龙（1991年7月4日—），湖北省武汉市人，中国足球运动员，司职前锋。

## 球员生涯
胡霈龙是湖北足球名宿胡一俊的儿子。2005年14岁的胡霈龙进入武汉黄鹤楼队的U17梯队中。2008年底，胡霈龙被召入大学生联赛冠军三峡大学足球队作为主力前锋参加当年中乙联赛决赛阶段比赛，并获得第三名的成绩。
2009年7月胡霈龙转会至中甲球队安徽九方。2010年2月，胡霈龙加盟刚刚冲甲成功的家乡球队湖北绿茵。
2011年胡霈龙加盟重庆足球俱乐部。
2014年重庆队解散，胡霈龙转投中乙新军四川力达士。